# Военный меморандум в Турции (1997)
Военный меморандум в Турции (1997) (тур. 28 Şubat süreci, «переворот 28 февраля», другое название: «постмодернистский переворот», тур. Post-modern darbe) — «бархатный» военный переворот, который заключался в ряде военно-политических решений, принятых военным командованием Турции на заседании Совета Национальной безопасности Турции 28 февраля 1997 года. В результате собрания лидеров силовых структур был принят меморандум, который предполагал уход в отставку премьер-министра Турции Неджметтина Эрбакана, главы Партии благоденствия, а также всего его коалиционного правительства.

## Специфика переворота
Этот переворот был назван «постмодернистским» в журналистской традиции — в ходе его осуществления не был распущен парламент и не были внесены коррективы в конституцию. Первым название «постмодернистский путч» предложил турецкий адмирал Селим Дервишоглу. Вскоре после осуществления «мирного» путча в его организации были обвинены участники тайной военной организации Западная Рабочая группа (тур. Batı Çalışma Grubu), деятельность которой в 1990-е годы была тщательно законспирирована.

## Организаторы
Операция по смещению правительства Эрбакана была тщательно спланирована группой влиятельных генералов, в которую входили Исмаил Хаккы Карадайи, Теоман Коман, Чевик Бир, Четин Доган и другие. Известно, что уже за полтора года до проведения насильственного смещения гражданской власти генералы-заговорщики планировали новый кабинет министров, в частности, журналист и политик Хасан Джелаль Гюзель отметил, что генерал Теоман Коман ещё осенью 1996 года предложил ему возглавить следующее правительство. Также Теоман Коман планировал в случае отказа Гюзеля назначить на место премьер-министра лидера Партии отечества Месута Йылмаза, который впоследствии принял предложение генералитета и возглавил новое правительство.

## Ход событий
17 января 1997 года президент страны Сулейман Демирель (уже ранее дважды смещаемый с должности премьер-министра в ходе государственных переворотов) посетил турецкий Генеральный штаб. В ходе встречи с турецким военным командованием был организован брифинг по темам, связанным с военными проблемами. Генерал Исмаил Хаккы Карадайи выдвинул 55 проблемных пунктов, по которым Демирель должен был дать отчёт в ходе пресс-конференции. Демирель взял на вооружения смягчительную, примиренческую тональность и призвал генералов теснее сотрудничать с гражданским правительством и скорректировать свои требования. Военное командование Турции оказалось недовольным пассивной позицией правительства и нерешительностью Демиреля. 31 января 1997 года начались акции гражданского протеста в районе Синджан (Анкара), которые были направлены против проявлений насилия, допущенных Исмаилом Хаккы Карадайи в ходе «Иерусалимской ночи». На фасаде одного из зданий были вывешены плакаты с символикой ХАМАСа и Хезболлах. В качестве реакции на демонстрации генералы приказали танкам выехать на улицы Синджана с целью подавления потенциальных массовых беспорядков. 4 февраля танки оказались на улицах Синджана, что привело к усмирению протестующих. Впоследствии это событие было охарактеризовано Чевиком Биром как «сбалансированное дополнение к демократии».

## Выступление против исламизации
В ходе заседания Совета Безопасности Турции генералы выразили серьёзную озабоченность последовательной исламизации турецкого общества и радикализации молодёжных общественных структур. В ходе разработки меморандума премьеру Эрбакану было предложено подписать в том числе и условия, которые были направлены на смягчение поступенчатой исламизации гражданского общества, которая противоречила заветам Кемаля Ататюрка. Среди них значились следующие:
- Введение восьмилетнего обязательного образования в школах.
- Закрытие школ имам-хатыпов, где вместе со светскими науками учеников обучали основам исламской теологии[16].
- Нейтрализация (ограничение влияния или закрытие) местных представительств мистико-духовного движения «Тарикат», которое пользовалось широкой поддержкой гражданских властей Турции.

Другие пункты также касались ликвидации фактов нарушения светского режима, что не соответствовало идеологии кемализма, блюстителями которой были представители армейской элиты страны.

## Последствия переворота
В результате принятия этого военного меморандума Неджметтин Эрбакан был вынужден подать в отставку, после чего ему было официально запрещено заниматься политической деятельностью на протяжении пяти лет. Вскоре после отставки Эрбакана Месут Йылмаз намеревался возглавить новое правительство, в которое хотели бы войти представители Демократической партии, Партии благосостояния и исламистско-националистической Партии Великого единства, идеология которой противоречила кемалистским принципам, заявленным в меморандуме. Тем не менее, в состав нового правительства, сформированного 30 июня 1997 года, вошёл Бюлент Эджевит, лидер Демократической левой партии, а также Хюсаметтин Джиндорук, который впоследствии сформировал новую Партию демократического общества, в которую после 28 февраля вошли члены Демократической партии. По решению Конституционного суда Турции Партия благоденствия была официально ликвидирована по обвинению в разжигание межрелигиозной розни и нарушении конституции. Впоследствии политики, утратившие свои должности, а также члены расформированных партий присоединились к созданной Партии Справедливости и Развития, которая была основана Неджметтином Эрбаканом ещё до завершения пятилетнего срока запрета на участие в политической деятельности. Мэр Стамбула Реджеп Тайип Эрдоган, который также являлся членом ПСР, был приговорён к тюремному заключению за публичное прочтение исламистско-националистического стихотворения — на него также распространился пятилетний запрет на участие в политической деятельности.

## Арест Чевика Бира и его сторонников в 2012 году
В 2012 году Чевик Бир и 30 военных офицеров, принимавших участие в планировании смещения Эрбакана в 1997 году, были задержаны и по решению суда приговорены к различным срокам тюремного заключения. Решение наказать военных путчистов было продиктовано тем, что Реджеп Тайип Эрдоган является идеологическим последователем Эрбакана, а также фактором личной мести за тюремное заключение и отстранение от политической деятельности. Известно высказывание Чевика Бира (который в начале 1997 года занимал должность замначальника Генштаба и являлся фактическим координатором составления меморандума), сказанное им по поводу совершённого его группой переворота: «В Турции между исламом и демократией заключен брак. Дитя этого союза — светскость. Иногда ребенок заболевает, и турецкая армия как раз тот доктор, который спасает его. В зависимости от тяжести болезни мы вводим нужное лекарство, чтобы ребенок выздоровел».

## Обвинения Эрбакана
В свою очередь, смещённый Наджметтин Эрбакан впоследствии отмечал, что переворот был организован «сионистами», не предъявляя конкретных доказательств этого суждения.
«Меморандумный переворот» по сути вовсе не привёл к лаицизации турецкого общества, поскольку идея продвижения культурно-политической стратегии исламизации страны вкупе с вытеснением кемалистских доктрин была продолжена после окончания пятилетнего моратория на участие в политической деятельности, распространявшегося на членов правительства Эрбакана и верных его сторонников, в том числе и Эрдогана.

## Смотрите также
- Майский кризис во Франции (1958)